# Universidad Tecnológica de Tokio
La Universidad Tecnológica de Tokio (東京工科大学 Tōkyō kōka daigaku?) (Inglés: Tokyo University of Technology, TUT) es una universidad privada situada en Hachiōji, Tokio, Japón. El predecesor de esta escuela se fundó en mayo de 1947. Después de haber sido una escuela de formación profesional (専門学校 Senmongakkō) en 1953, se registró como universidad en 1986.

## Información académica

### Organización
- Campus de Hachiōji:[2]
  - Facultad de Ciencias de los Medios
    - Grado en contenidos de medios
    - Grado en medios sociales
    - Grado en tecnología de los medios

- - Facultad de Ciencias Informáticas
    - Grado en software informático
    - Grado en redes informáticas
    - Grado en sistemas informáticos
    - Grado en informática aplicada

- - Facultad de Ingeniería
    - Grado en ingeniería mecánica
    - Grado en ingeniería eléctrica y electrónica
    - Grado en química aplicada

- - Facultad de Biociencia y Biosalud
    - Grado en biociencia y biotecnología ambiental
    - Grado en biociencia farmacológica
    - Grado en nutrición avanzada
    - Grado en cosmética avanzada

- Campus de Kamata:
  - Facultad de Ciencias de la Salud
    - Grado en enfermería
    - Grado en tecnología médica
    - Grado en fisioterapia
    - Grado en ingeniería clínica

- - Facultad de Diseño
    - Grado en diseño visual
    - Grado en diseño industrial

### Intercambios nacionales e internacionales
La Universidad Tecnológica de Tokio dispone de acuerdos de colaboración e intercambio académico con universidades e instituciones tanto nacionales como internacionales.
| País de la universidad      | Universidad / Institución                                  | Detalles del convenio                                   | Fecha del acuerdo  |
| --------------------------- | ---------------------------------------------------------- | ------------------------------------------------------- | ------------------ |
| Estados Unidos de América   | Universidad de Illinois                                    |                                                         |                    |
| Estados Unidos de América   | Universidad Carnegie Mellon                                | Intercambio académico                                   | Octubre de 2005    |
| Estados Unidos de América   | Instituto Tecnológico de Massachusetts                     |                                                         |                    |
| Estados Unidos de América   | Universidad del Sur de California                          | Intercambio académico                                   | Abril de 2006      |
| Estados Unidos de América   | The Scintillon Institute                                   | Intercambio académico                                   | Septiembre de 2015 |
| Estados Unidos de América   | Universidad de Misuri–St. Louis                            | Intercambio académico                                   | Abril de 2016      |
| Reino Unido                 | York St John University                                    | Cursos de verano de lengua inglesa                      | Enero de 2003      |
| Indonesia                   | Universidad Gunadarma                                      | Intercambio académico                                   | Octubre de 2010    |
| Indonesia                   | Universidad Tecnológica de Surabaya                        | Intercambio académico                                   | Mayo de 2013       |
| Indonesia                   | Universidad de Dian Nuswantoro                             | Intercambio académico                                   | Octubre de 2015    |
| Indonesia                   | Instituto Tecnológico de Bandung                           | Intercambio académico                                   | Diciembre de 2015  |
| Indonesia                   | Research and Development center for Oil and Gas Technology | Intercambio académico                                   | Diciembre de 2015  |
| Indonesia                   | Universidad Tecnológica de Sunbawa                         | Intercambio académico                                   | Febrero de 2016    |
| Arabia Saudita              | Universidad Islámica Imam Muhammad ibn Saud                | Intercambio académico                                   | Julio de 2010      |
| Arabia Saudita              | Universidad Al Jouf                                        | Intercambio académico, envío de profesorado             | Octubre de 2011    |
| Arabia Saudita              | Universidad Effat                                          | Intercambio académico                                   | Julio de 2010      |
| Suecia                      | Gotland University College                                 | Intercambio académico                                   | Febrero de 2012    |
| Suecia                      | Universidad de Upsala                                      | Intercambio académico                                   | Septiembre de 2013 |
| Tailandia                   | King Mongkut's University of Technology Thonburi           | Intercambio académico                                   | Noviembre de 2010  |
| Tailandia                   | Universidad de Chulalongkorn                               | Intercambio académico                                   | Agosto de 2010     |
| Tailandia                   | Rajamangala University of Technology Rattanakosin          | Aportación de currículo educativo y sistemas de gestión |                    |
| República Popular de China  | Communication University of China                          |                                                         |                    |
| República Popular de China  | University of Science and Technology Beijing               | Recepción de estudiantes                                | Junio de 2009      |
| República Popular de China  | Beijing University of Chinese Medicine                     | Intercambio académico                                   | Abril de 2002      |
| República Popular de China  | Beijing Institute of Technology                            | Intercambio académico                                   |                    |
| Alemania                    | Universidad Técnica de Berlín                              | Colaboración en investigación                           | Abril de 2004      |
| Alemania                    | Hamburg Media School                                       | Intercambio académico                                   | Noviembre de 2015  |
| Japón                       | Red académica, cultural e industrial de Tama               |                                                         |                    |
| Japón                       | Consorcio de universidades de Hachioji                     |                                                         |                    |
| Japón                       | Consorcio Japonés Malaya de universidades                  |                                                         |                    |
| Japón                       | Red de universidades de Mitaka                             |                                                         |                    |
| Japón                       | Otsuma Women's University                                  | Intercambio de créditos                                 |                    |
| Japón                       | Keisen University                                          | Intercambio de créditos                                 |                    |
| Japón                       | Salesian Polytechnic                                       | Intercambio de créditos                                 |                    |
| Japón                       | Universidad de Sōka                                        | Intercambio de créditos                                 |                    |
| Japón                       | Tama Art University                                        | Intercambio de créditos                                 |                    |
| Japón                       | Universidad de Chūō                                        | Intercambio de créditos                                 |                    |
| Japón                       | Tokyo Kasei Gakuin University                              | Intercambio de créditos                                 |                    |
| Japón                       | The Open University of Japan                               | Intercambio de créditos                                 |                    |
| Japón                       | Tokyo Junshin University                                   | Intercambio de créditos                                 |                    |
| Japón                       | Yamazaki College of Animal Health Technology               | Intercambio de créditos                                 |                    |
| Francia                     | Universidad de Perpiñán                                    | Colaboración en investigación                           | Octubre de 2004    |
| Francia                     | ISART Digital                                              | Intercambio académico                                   | Diciembre de 2015  |
| Malasia                     | Management and Science University                          | Intercambio académico                                   | Marzo de 2008      |
| Malasia                     | Limkokwing University of Creative Technology               | Intercambio académico                                   | Julio de 2010      |
| República de China (Taiwán) | Southern Taiwan University of Science and Technology       | Intercambio académico                                   | Enero de 2016      |
| República de China (Taiwán) | Academia Sínica Instituto de Ciencias de la Información    | Intercambio académico                                   | Junio de 2016      |
| Turquía                     | Sabancı University                                         | Intercambio académico                                   | Febrero de 2016    |
| Hong Kong                   | Universidad de la ciudad de Hong Kong                      | Intercambio académico                                   | Abril de 2016      |
| México                      | Universidad de Monterrey                                   | Intercambio académico                                   | Julio de 2016      |
| Filipinas                   | Universidad de La Salle–Manila                             | Intercambio académico                                   | Julio de 2016      |
| Países Bajos                | Universidad de Leiden                                      | Intercambio académico                                   | Septiembre de 2016 |